# Copa Pan-Americana de Voleibol Masculino Sub-21 de 2022
A Copa Pan-Americana de Voleibol Masculino Sub-21 de 2022 foi a 5.ª edição desta competição bienal organizada pela Confederação da América do Norte, Central e Caribe de Voleibol (NORCECA) e pela Confederação Sul-Americana de Voleibol (CSV) em parceria com a Federação Cubana de Voleibol (FCV). A competição ocorreu entre os dias 3 e 8 de outubro, na cidade de Havana, Cuba.
Disputando sua segunda final desta competição, a seleção dos Estados Unidos conquistou seu primeiro título ao derrotar a seleção mexicana por 3 sets a 0. Ambas equipes garantiram vagas para o Campeonato Mundial Sub-21 de 2023. Na disputa pelo terceiro lugar, a seleção do Canadá superou a seleção anfitriã em 3 sets a 2 e completou o pódio do torneio. O levantador norte-americano Andrew Rowan foi eleito o melhor jogador da competição.

## Equipes participantes
As seguintes seleções foram qualificadas a competir a Copa Pan-Americana Sub-21 de 2022.
| Grupo     | Equipe               | Última participação |
| A         |                      |                     |
| --------- | -------------------- | ------------------- |
| A         | Chile                | 2019                |
| A         | Estados Unidos       | 2019                |
| A         | México               | 2015                |
| A         | República Dominicana | 2019                |
| B         |                      |                     |
| Canadá    | 2019                 |                     |
| Cuba      | 2019                 |                     |
| Haiti     | Estreante            |                     |
| Nicarágua | Estreante            |                     |

## Formato da disputa
O torneio foi divido na fase classificatória e na fase final. A fase classificatória foi disputada em turno único, com todas as equipes se enfrentando dentro de seu grupo. Os primeiros classificados de cada grupo avançaram para as semifinais, enquanto o segundo e terceiro colocados avançaram para as quartas de final. As equipes eliminadas nas quartas de final se juntaram as últimas equipes da fase classificatória para a disputa de composição de tabela.

### Critérios de desempate
1. Número de vitórias
2. Número de pontos
3. Razão dos sets
4. Razão dos pontos
5. Resultado da última partida entre os times empatados

- Partida com resultado final 3–0: 5 pontos para o vencedor e 0 pontos para o perdedor.
- Partida com resultado final 3–1: 4 pontos para o vencedor e 1 pontos para o perdedor.
- Partida com resultado final 3–2: 3 pontos para o vencedor e 2 pontos para o perdedor.

## Local das partidas
| Havana, Cuba                   |
| Coliseo de la Ciudad Deportiva |
| ------------------------------ |
|                                |
| Capacidade: 15 000             |

## Fase classificatória
|  | Classificado para as semifinais       |
|  | Classificado para as quartas de final |
|  | Disputa do 5º ao 8º lugar             |

- Todas as partidas seguiram o horário local (UTC−04:00).

### Grupo A
|     |                      |     | Jogos | Jogos | Jogos | Resultados | Resultados | Resultados | Resultados | Resultados | Resultados | Sets | Sets | Sets  | Pontos | Pontos | Pontos |
| Pos | Equipe               | Pts | T     | V     | D     | 3–0        | 3–1        | 3–2        | 2–3        | 1–3        | 0–3        | V    | P    | R     | V      | P      | R      |
| --- | -------------------- | --- | ----- | ----- | ----- | ---------- | ---------- | ---------- | ---------- | ---------- | ---------- | ---- | ---- | ----- | ------ | ------ | ------ |
| 1   | Estados Unidos       | 13  | 3     | 3     | 0     | 2          | 0          | 1          | 0          | 0          | 0          | 9    | 2    | 4.500 | 261    | 212    | 1.231  |
| 2   | México               | 10  | 3     | 2     | 1     | 0          | 2          | 0          | 1          | 0          | 0          | 8    | 5    | 1.600 | 284    | 286    | 0.993  |
| 3   | Chile                | 6   | 3     | 1     | 2     | 1          | 0          | 0          | 0          | 1          | 1          | 4    | 6    | 0.667 | 231    | 242    | 0.955  |
| 4   | República Dominicana | 1   | 3     | 0     | 3     | 0          | 0          | 0          | 0          | 1          | 2          | 1    | 9    | 0.111 | 225    | 261    | 0.862  |

| Data  | Hora  |                      | Placar |                      | Set 1 | Set 2 | Set 3 | Set 4 | Set 5 | Total  | Relatório |
| ----- | ----- | -------------------- | ------ | -------------------- | ----- | ----- | ----- | ----- | ----- | ------ | --------- |
| 3 out | 10:30 | República Dominicana | 1–3    | México               | 25–20 | 23–25 | 24–26 | 20–25 |       | 92–96  | P2 P3     |
| 6 out | 10:00 | Estados Unidos       | 3–0    | Chile                | 25–18 | 25–23 | 25–17 |       |       | 75–58  | P2 P3     |
| 4 out | 10:30 | Estados Unidos       | 3–2    | México               | 25–13 | 24–26 | 25–21 | 22–25 | 15–12 | 111–97 | P2 P3     |
| 4 out | 14:30 | República Dominicana | 0–3    | Chile                | 17–25 | 21–25 | 38–40 |       |       | 76–90  | P2 P3     |
| 5 out | 10:30 | Chile                | 1–3    | México               | 13–25 | 25–15 | 24–26 | 21–25 |       | 83–91  | P2 P3     |
| 5 out | 14:30 | Estados Unidos       | 3–0    | República Dominicana | 25–21 | 25–15 | 25–21 |       |       | 75–57  | P2 P3     |

### Grupo B
|     |           |     | Jogos | Jogos | Jogos | Resultados | Resultados | Resultados | Resultados | Resultados | Resultados | Sets | Sets | Sets  | Pontos | Pontos | Pontos |
| Pos | Equipe    | Pts | T     | V     | D     | 3–0        | 3–1        | 3–2        | 2–3        | 1–3        | 0–3        | V    | P    | R     | V      | P      | R      |
| --- | --------- | --- | ----- | ----- | ----- | ---------- | ---------- | ---------- | ---------- | ---------- | ---------- | ---- | ---- | ----- | ------ | ------ | ------ |
| 1   | Canadá    | 14  | 3     | 3     | 0     | 2          | 1          | 0          | 0          | 0          | 0          | 9    | 1    | 9.000 | 247    | 185    | 1.335  |
| 2   | Cuba      | 10  | 3     | 2     | 1     | 1          | 1          | 0          | 0          | 1          | 0          | 7    | 4    | 1.750 | 256    | 213    | 1.202  |
| 3   | Haiti     | 5   | 3     | 1     | 2     | 0          | 1          | 0          | 0          | 1          | 1          | 4    | 7    | 0.571 | 209    | 247    | 0.846  |
| 4   | Nicarágua | 1   | 3     | 0     | 3     | 0          | 0          | 0          | 0          | 1          | 2          | 1    | 9    | 0.111 | 177    | 244    | 0.725  |

| Data  | Hora  |           | Placar |        | Set 1 | Set 2 | Set 3 | Set 4 | Set 5 | Total | Relatório |
| ----- | ----- | --------- | ------ | ------ | ----- | ----- | ----- | ----- | ----- | ----- | --------- |
| 3 out | 12:30 | Nicarágua | 0–3    | Canadá | 15–25 | 21–25 | 11–25 |       |       | 47–75 | P2 P3     |
| 3 out | 16:30 | Cuba      | 3–1    | Haiti  | 18–25 | 25–17 | 25–12 | 25–11 |       | 93–65 | P2 P3     |
| 4 out | 12:30 | Canadá    | 3–0    | Haiti  | 25–17 | 25–19 | 25–14 |       |       | 75–50 | P2 P3     |
| 4 out | 16:30 | Nicarágua | 0–3    | Cuba   | 16–25 | 20–25 | 15–25 |       |       | 51–75 | P2 P3     |
| 5 out | 12:30 | Nicarágua | 1–3    | Haiti  | 25–18 | 9–25  | 24–26 | 21–25 |       | 79–94 | P2 P3     |
| 5 out | 16:30 | Cuba      | 1–3    | Canadá | 25–22 | 23–25 | 23–25 | 17–25 |       | 88–97 | P2 P3     |

## Fase final
|  | Quartas de final | Quartas de final |                |   | Semifinais | Semifinais     |                |  | Final | Final |
|  |                  |                  |                |   |            |                |                |  |       |       |
|  |                  |                  |                |   |            |                |                |  |       |       |
|  |                  |                  |                |   |            |                |                |  |       |       |
|  | México           | 3                |                |   |            |                |                |  |       |       |
|  | México           | 3                |                |   |            |                |                |  |       |       |
|  | Haiti            | 0                |                |   |            |                |                |  |       |       |
|  | Haiti            | 0                | Canadá         | 2 |            |                |                |  |       |       |
|  |                  |                  | Canadá         | 2 |            |                |                |  |       |       |
|  |                  |                  | México         | 3 |            |                |                |  |       |       |
|  |                  |                  | México         | 3 |            |                |                |  |       |       |
|  |                  |                  |                |   |            |                |                |  |       |       |
|  |                  |                  |                |   |            |                |                |  |       |       |
|  | México           | 0                |                |   |            |                |                |  |       |       |
|  | México           | 0                |                |   |            |                |                |  |       |       |
|  |                  | Estados Unidos   | 3              |   |            |                |                |  |       |       |
|  | Cuba             | Estados Unidos   | 3              | 3 |            |                |                |  |       |       |
|  | Cuba             |                  |                | 3 |            |                |                |  |       |       |
|  | Chile            | 0                |                |   |            |                |                |  |       |       |
|  | Chile            | 0                | Estados Unidos | 3 |            |                |                |  |       |       |
|  |                  |                  | Estados Unidos | 3 |            |                |                |  |       |       |
|  |                  |                  | Cuba           | 2 |            | Terceiro lugar | Terceiro lugar |  |       |       |
|  |                  |                  | Cuba           | 2 |            | Terceiro lugar | Terceiro lugar |  |       |       |
|  |                  |                  |                |   |            |                |                |  |       |       |
|  |                  |                  |                |   |            |                |                |  |       |       |
|  | Canadá           | 3                |                |   |            |                |                |  |       |       |
|  | Canadá           | 3                |                |   |            |                |                |  |       |       |
|  | Cuba             | 2                |                |   |            |                |                |  |       |       |
|  | Cuba             | 2                |                |   |            |                |                |  |       |       |

|  | 5º – 8º lugar        | 5º – 8º lugar |                      |   | Quinto lugar | Quinto lugar |
|  |                      |               |                      |   |              |              |
|  |                      |               |                      |   |              |              |
|  |                      |               |                      |   |              |              |
|  | República Dominicana | 3             |                      |   |              |              |
|  | República Dominicana | 3             |                      |   |              |              |
|  | Haiti                | 0             |                      |   |              |              |
|  | Haiti                | 0             | República Dominicana | 3 |              |              |
|  |                      |               | República Dominicana | 3 |              |              |
|  |                      | Chile         | 2                    |   |              |              |
|  | Nicarágua            | Chile         | 2                    | 1 |              |              |
|  | Nicarágua            |               |                      | 1 |              |              |
|  | Chile                | 3             |                      |   |              |              |
|  | Chile                | 3             | Sétimo lugar         |   |              |              |
|  |                      |               |                      |   |              |              |
|  |                      |               |                      |   |              |              |
|  |                      |               |                      |   |              |              |
|  | Haiti                | 3             |                      |   |              |              |
|  | Haiti                | 3             |                      |   |              |              |
|  | Nicarágua            | 1             |                      |   |              |              |

#### Quartas de final
| Data  | Hora  |        | Placar |       | Set 1 | Set 2 | Set 3 | Set 4 | Set 5 | Total | Relatório |
| ----- | ----- | ------ | ------ | ----- | ----- | ----- | ----- | ----- | ----- | ----- | --------- |
| 6 out | 17:00 | México | 3–0    | Haiti | 26–24 | 25–18 | 25–17 |       |       | 76–59 | P2 P3     |
| 6 out | 19:00 | Cuba   | 3–0    | Chile | 25–18 | 25–15 | 25–19 |       |       | 75–52 | P2 P3     |

#### 5º – 8º lugar
| Data  | Hora  |                      | Placar |       | Set 1 | Set 2 | Set 3 | Set 4 | Set 5 | Total | Relatório |
| ----- | ----- | -------------------- | ------ | ----- | ----- | ----- | ----- | ----- | ----- | ----- | --------- |
| 7 out | 10:30 | República Dominicana | 3–0    | Haiti | 25–23 | 25–23 | 25–19 |       |       | 75–65 | P2 P3     |
| 7 out | 12:30 | Nicarágua            | 1–3    | Chile | 25–21 | 13–25 | 19–25 | 18–25 |       | 75–96 | P2 P3     |

#### Semifinais
| Data  | Hora  |                | Placar |        | Set 1 | Set 2 | Set 3 | Set 4 | Set 5 | Total   | Relatório |
| ----- | ----- | -------------- | ------ | ------ | ----- | ----- | ----- | ----- | ----- | ------- | --------- |
| 7 out | 14:30 | Canadá         | 2–3    | México | 23–25 | 18–25 | 25–23 | 25–20 | 13–15 | 104–108 | P2 P3     |
| 7 out | 16:30 | Estados Unidos | 3–2    | Cuba   | 25–21 | 25–14 | 20–25 | 24–26 | 12–25 | 106–111 | P2 P3     |

#### Sétimo lugar
| Data  | Hora  |       | Placar |           | Set 1 | Set 2 | Set 3 | Set 4 | Set 5 | Total | Relatório |
| ----- | ----- | ----- | ------ | --------- | ----- | ----- | ----- | ----- | ----- | ----- | --------- |
| 8 out | 10:30 | Haiti | 3–1    | Nicarágua | 22–25 | 25–22 | 25–23 | 25–18 |       | 97–88 | P2 P3     |

#### Quinto lugar
| Data  | Hora  |                      | Placar |       | Set 1 | Set 2 | Set 3 | Set 4 | Set 5 | Total  | Relatório |
| ----- | ----- | -------------------- | ------ | ----- | ----- | ----- | ----- | ----- | ----- | ------ | --------- |
| 8 out | 12:30 | República Dominicana | 3–2    | Chile | 15–25 | 25–21 | 19–25 | 25–22 | 15–13 | 99–106 | P2 P3     |

#### Terceiro lugar
| Data  | Hora  |        | Placar |      | Set 1 | Set 2 | Set 3 | Set 4 | Set 5 | Total  | Relatório |
| ----- | ----- | ------ | ------ | ---- | ----- | ----- | ----- | ----- | ----- | ------ | --------- |
| 8 out | 14:30 | Canadá | 3–2    | Cuba | 13–25 | 25–19 | 25–15 | 22–25 | 15–12 | 100–96 | P2 P3     |

#### Final
| Data  | Hora  |        | Placar |                | Set 1 | Set 2 | Set 3 | Set 4 | Set 5 | Total | Relatório |
| ----- | ----- | ------ | ------ | -------------- | ----- | ----- | ----- | ----- | ----- | ----- | --------- |
| 8 out | 16:30 | México | 0–3    | Estados Unidos | 19–25 | 28–30 | 14–25 |       |       | 61–80 | P2 P3     |

## Classificação final
| Posição | Equipe               |
| ------- | -------------------- |
|         | Estados Unidos       |
|         | México               |
|         | Canadá               |
| 4       | Cuba                 |
| 5       | República Dominicana |
| 6       | Chile                |
| 7       | Haiti                |
| 8       | Nicarágua            |

|  | Classificado para o Campeonato Mundial Sub-21 de 2023 |

## Premiações
| Copa Pan-Americana Sub-21 de 2022   |
| ----------------------------------- |
| Estados Unidos Campeão (1.º título) |

### Individuais
Os atletas que se destacaram individualmente foramː

#### Por posição
| - Most Valuable Player (MVP) Andrew Rowan - Melhor oposto Alejandro Miguel González - Melhores ponteiros Bryan Camino Zachary Rama | - Melhor levantador Lucas Astegiano - Melhor líbero Axel Altamirano - Melhores centrais Martin Collao Marc Smith |

#### Por fundamento
| - Melhor receptor Logan Greves - Maior pontuador Alejandro Miguel González | - Melhor defesa Axel Altamirano - Melhor sacador Andrew Rowan |